# (1098) Hakone
(1098) Hakone ist ein Asteroid des Hauptgürtels, der am 5. September 1928 vom japanischen Astronomen Okuro Oikawa in Tokio entdeckt wurde.
Der Asteroid ist nach der japanischen Kleinstadt Hakone benannt.